# Bomboma jezik
Bomboma jezik (ISO 639-3: bws; boba), nigersko-kongoanski jezik iz DR Kongo kojim govori oko 23 000 ljudi (1983 popis) u sedam sela provincije Equateur: Bomboma, Bokonzi, Lingonda, Ebuku, Makengo, Ndzubele i Motuba.
Bomboma je podklasificiran u bangi-ntomba (C.40) jezike i pripada u sjeverozapadne bantu jezike u zoni C. Postoje 4 dijalekta: likaw, lingonda, ebuku i bokonzi. Većina govori i jezik lingala [lin].

## Vanjske poveznice
- Ethnologue (14th)
- Ethnologue (15th)